# 李鎮區 (密歇根州卡爾霍恩縣)
李鎮區（英語：Lee Township）是位於美國密歇根州卡爾霍恩縣的一個行政鎮區。

## 地方資料
李鎮區的面積為94.20平方千米，當中陸地面積為93.80平方千米，而水域面積為0.40平方千米。根據2020年美國人口普查的數據，當地共有人口1055人，而人口密度為每平方千米11.2人。